# Finike (district)
Finike is een Turks district in de provincie Antalya en telt 45.296 inwoners (2007). Het district heeft een oppervlakte van 652,8 km². Hoofdplaats is Finike.
De bevolkingsontwikkeling van het district is weergegeven in onderstaande tabel.
| 1997   | 2000   | 2007   |
| ------ | ------ | ------ |
| 40.738 | 42.087 | 45.296 |